# Гладков Михайло Іванович
Миха́йло Іва́нович Гладко́в (7 січня 1907, станиця Арикбалицька Кокчетавського повіту Акмолінської області Степового генерал-губернаторства, тепер село Арикбалик Айиртауського району Північноказахстанської області, Казахстан — 7 вересня 1961, місто Краснодар, тепер Російська Федерація) — радянський державний діяч, голова Краснодарської крайової ради профспілок, 1-й секретар Сочинського міського комітету ВКП(б) Краснодарського краю. Депутат Верховної ради РРФСР 3—5-го скликань.

## Життєпис
Народився в родині робітника. Трудову діяльність розпочав у 1924 році чорноробом. У 1924 році вступив до комсомолу.
У 1924—1928 роках — завідувач організаційного відділу повітового профспілкового бюро, інструктор та завідувач культвідділу губернської профспілкової ради в Казакській АРСР.
Член ВКП(б) з березня 1931 року.
Потім — завідувач агітаційно-пропагандистського кабінету Петропавлівського окружного комітету ВКП(б).
Служив у Червоній армії.
Після демобілізації — заступник завідувача Ставропольського міського відділу народної освіти; відповідальний редактор районної газети; інструктор Орджонікідзевського (Ставропольського) крайового комітету ВКП(б); 2-й секретар П'ятигорського міського комітету ВКП(б); 1-й секретар Черкеського міського комітету ВКП(б).
З 1941 року — в Червоній армії, учасник німецько-радянської війни. Був начальником політичного відділу дивізії, заступником начальника відділу політичного управління військового округу.
З середини 1940-х років — завідувач сектору партійно-комсомольських кадрів Краснодарського міського комітету ВКП(б); секретар Краснодарського міського комітету ВКП(б) із кадрів; завідувач адміністративного відділу та заступник завідувача промислово-транспортного відділу Краснодарського крайового комітету ВКП(б);
У 1949—1954 роках — 1-й секретар Сочинського міського комітету ВКП(б) Краснодарського краю.
У 1954 — 7 вересня 1961 року — голова Краснодарської крайової ради професійних спілок.
Помер 7 вересня 1961 року.

## Нагороди і відзнаки
- орден Леніна
- орден Вітчизняної війни І ст.
- медалі